# پیرینو فاوالی
پیرینو فاوالی (ایتالیایی: Pierino Favalli; ۱ مهٔ ۱۹۱۴ – ۱۶ مهٔ ۱۹۸۶) دوچرخه‌سوار اهل ایتالیا بود.
وی در مسابقات کشوری و بین‌المللی در مجموع برندهٔ ۱ مدال برنز شده‌است.